# Paul Schmitz
Paul Schmitz (Hamburg, 16 d'abril de 1898 - Múnic, 6 de febrer de 1992) fou un director d'orquestra alemany. Fou director musical de l'Òpera de Leipzig entre el 1933 i el 1951 i de nou entre el 1964 i el 1973, amb una pausa durant la qual exercí com a director musical de l'Orquestra Estatal de Kassel.

## Biografia
A més del piano i l'orgue, Schmitz també va estudiar composició amb Ernst Toch a la "Musikhochschule" de Mannheim i va aprendre a dirigir amb Wilhelm Furtwängler. Després d'acabar els seus estudis, va treballar inicialment com a repetidor i acompanyant de cançons, però també va tocar com a pianista en una banda d'entreteniment. El 1921 esdevingué director de la "Staatskapelle" Weimar i més tard de l'Òpera de Stuttgart. El 1927 va ser contractat com a primer mestre de capella estatal a l'Òpera Estatal de Múnic, succeint a Karl Böhm.
El 1933 va assumir el càrrec de director general de música a Leipzig, succeint a Gustav Brecher, atacat pels nacionalsocialistes a causa dels seus orígens jueus; el va mantenir fins a 1951. L'alcalde de Leipzig, Carl Friedrich Goerdeler, i el director d'òpera, Hans Schüler, van proposar que Schmitz també rebés el càrrec de director de música de la Gewandhaus, que havia quedat vacant quan Bruno Walter va fugir d'Alemanya. Tanmateix, l'òrgan d'apel·lació responsable ho va rebutjar a causa de la jove edat de Schmitz i la poca experiència com a director de concerts. Tanmateix, va assumir la direcció de l'Orquestra de Cambra Gewandhaus. Amb això va fer nombrosos enregistraments en discos de goma laca per al "Leipziger Rundfunk" i per a "Deutsche Grammophon".
A l'Òpera de Leipzig va treballar amb el director, estudiants i cantants com Margarete Bäumer, Irma Beilke i Friedrich Dalberg. Tenia la direcció musical a les estrenes de Der Eulenspiegel de Hans Stieber (1936), Die Windsbraut de Winfried Zillig (1941) i Catulli Carmina de Carl Orff (els cors a capella van ser dirigits a la fossa de l'orquestra per Johann Nepomuk David; 1943). Schmitz es va unir al NSDAP el 1937. Va ser un dels 15 directors de l'anomenada llista dels dotats de Déu del Ministeri d'Il·lustració Pública i Propaganda del Reich. Després del final de la Segona Guerra Mundial, en què el Teatre Nou va ser destruït, també va dirigir obres que no es van permetre representar durant l'època nazi, com Cardillac de Paul Hindemith, Ievgueni Oneguin de Txaikovski i Borís Godunov (Mússorgski).
Després va acceptar una oferta d'Alemanya Occidental i va treballar fins al 1963 com a director general de música de l'Orquestra Estatal de Kassel. Després de retirar-s'hi, però, va tornar a Leipzig, primer amb actuacions convidades i després de nou com a director general de música a partir de 1964, on també va acabar la seva carrera el 1973. El 1963 va gravar l'òpera Tiefland d'Eugen d'Albert per a "Eterna".